# Naufragio del BAP Napo
El Napo fue un buque mercante costero de la Compañía Peruana de Vapores que naufragó frente a las costas de la ciudad chilena de Ovalle el 27 de junio de 1965.

## Descripción
El Napo era un barco mercante-frigorífico, tipo C1-M-AV1 de la Clase Alamosa, fabricado por el astillero estadounidense Consolidated Steel Corp. Ltd. en Wilmington, California. Fue botado el 28 de marzo de 1945 durante la Segunda Guerra Mundial. Su nombre original era USS Fisherman`s Bend y fue vendido a la Compañía Peruana de Vapores en 1947, siendo rebautizado como Napo en remembranza del río homónimo de la selva peruana.
Poseía una eslora aproximada de los 103 m, 15 m de manga, 42 tripulantes, dos botes salvavidas, cuatro grúas espiga a proa y dos a popa. Su superestructura estaba pintada en blanco y el casco en negro, y una chimenea amarilla orlada por una banda azul. Su proa era del tipo atlántico y estaba propulsado solo por una hélice cuya maquinaria le confería una velocidad de 11 nudos. Poseía en el centro popel una plataforma semicircular en cada banda para ametralladoras Oerlikon 20 mm como defensa antiaérea las que fueron retiradas al terminar la guerra.

## Naufragio
La nave peruana zarpó a mediados de junio de 1965 desde la ciudad chilena de Coquimbo hacia Valparaíso y realizó una derrota distinta al que usualmente usan las naves mercantes, navegando más cerca a tierra; frente a la desembocadura del río Limarí. En un momento el barco chocó con un escollo submarino que le perforó el casco y empezó a inundarse, ya que no era compartimentado. Su capitán, al ver que perdía la nave, prefirió encallar el navío antes que perderlo, y lo llevó frente a la localidad de La Cebada, donde en un intento por vararlo en la playa, una ola lo encalló en unos roqueríos en donde quedó a firme. No se registraron heridos.  
Los posteriores intentos por desencallar la nave fueron infructuosos y por lo que fue desguazada en el lugar. El barco se partió en poco tiempo en tres secciones, desapareciendo la sección media, quedando a firme la proa frente a la playa y la sección centro popel en los roqueríos. 
Una vez desguazado en el sitio, el barco fue víctima de un saqueo sistemático de sus muebles (de hierro), puertas, enchapes y sobre todo del cobre de sus paneles de control. Hacia 1967, aún era objeto de desvalije.

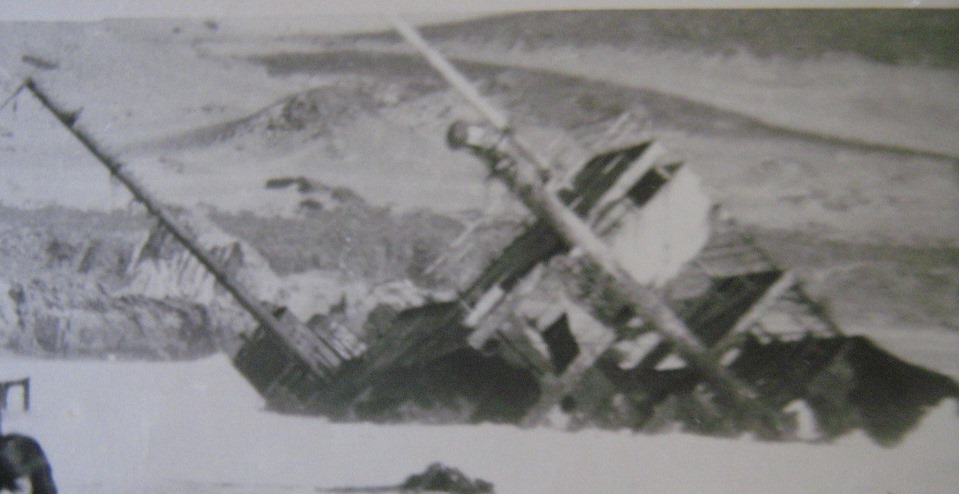
Restos visibles del Napo encallado frente a la playa de La Cebada (Chile c.a 1975)

### Pecio
El pecio del Napo provocó gran atracción turística a una zona de por sí desconocida, en donde se estaba recién construyendo la Carretera Panamericana. Dicha atracción llevó a que se desarrollaran comercialmente las comunidades del sector, que se vieron beneficiadas con los turistas que paraban en el sector y con el comercio de piezas y materiales de la nave.[cita requerida]
El naufragio desapareció en su totalidad en 1976 al ser removido por uno de los más fuertes oleajes de la década, retirándolo desde su encallamiento rocoso, siendo arrastrado cerca de la playa donde terminó por desmoronarse sobre uno de sus costados y desaparecer enterrado en el fondo arenoso durante aquella gran marejada invernal.   Una parte mínima de sus restos asentados en roca aún son visibles. Hacía el 2013 el mar aún arrojaba restos de la superestructura a la playa.